# 坂本村 (熊本県)
坂本村（さかもとむら）は、かつて熊本県八代郡にあった村。2005年8月1日に、八代市、泉村、千丁町、鏡町、東陽村と合併し、新・八代市となった。現在、住所表記は全大字名に「八代市坂本町」を冠している。

## 地理
- 山岳 : 八竜山、八丁山、八峰山、三峰山、路木岳、米の窪、国見山
- 河川 : 球磨川、百済来川、市之俣川、油谷川、深水川

## 地域
坂本村には8つの地域があった。
- 旧下松求麻村
  - 西部 (い、ろ、は)
  - 深水 (い、ろ、は)
  - 中谷 (い、ろ、は)
  - 鮎帰 (い、ろ、は、に、ほ)
- 旧上松求麻村
  - 藤本 (坂本、荒瀬、葉木)
  - 中津道 (鎌瀬、中津道、市之俣、川嶽)
- 旧百済来村
  - 田上 (田上、鶴喰)
  - 久多良木 (久多良木、小川内)

### 警察
- 八代警察署川嶽駐在所
- 八代警察署坂本駐在所

### 消防
- 八代消防署坂本分駐署

### 医療
- 峯苫医院
- 高橋医院

### その他
- 坂本農協 (JAやつしろ坂本町支所)

## 歴史
- 1889年（明治22年）4月1日 - 町村制施行に伴い、八代郡上松求麻村・下松求麻村・葦北郡百済来村が誕生。
- 1961年（昭和36年）4月1日 - 八代郡上松求麻村・下松求麻村と葦北郡百済来村が対等合併。坂本村となる。
- 1965年（昭和40年）6月30日 - 梅雨前線の活発化による集中豪雨で河川が氾濫。全壊・流出2戸、床上浸水292戸など被害多数。同年7月3日、災害救助法の適用を受ける[2]。
- 1988年（昭和63年） - 西日本製紙株式会社が解散。坂本村で約100年続いた紙漉きの歴史が幕を閉じる[3]。
- 2005年（平成17年）8月1日 - 泉村・千丁町・鏡町・東陽村とともに八代市と対等合併。八代市となる。

## 名称
1961年の合併時に村名の公募を行い、水明村と当時の上松求麻村の中心地の地名からとった坂本村の2案に絞られ、最終的に坂本村となった。

## 人口
坂本村は3村が合併した直後に18000人を超えていた。しかし、十條製紙の坂本工場の閉鎖などがあり人口が急速に減少したため八代市に合併時には6000人弱になっていた。2017年現在では4000人を切っており、高齢化率も50%を超えている。

## 教育

### 中学校
- 坂本村立坂本中学校

### 小学校
- 坂本村立八竜小学校
- 坂本村立久多良木小学校（2006年に八竜小学校へ統合し廃校）
- 坂本村立川嶽小学校（1961年中津道小へ統合）
- 坂本村立中津道小学校市之俣分校（1988年）
- 坂本村立中津道小学校（2003年統合により八竜小へ）
- 坂本村立田上小学校（同上）
- 坂本村立藤本小学校（同上）
- 坂本村立中谷小学校（同上）
- 坂本村立鮎帰小学校（同上)
- 坂本村立鮎帰小学校責分校（同上）
- 坂本村立深水小学校（同上）
- 坂本村立西部小学校（同上）

## 交通

### 鉄道
- 九州旅客鉄道
  - 肥薩線：段駅 - 坂本駅 - 葉木駅 - 鎌瀬駅 - 瀬戸石駅

### バス
- 産交バス

### 道路

#### 高速道路
- 九州自動車道
  - その他の高速道路施設：坂本パーキングエリア
  - 最寄りICは八代インターチェンジ

#### 国道
- 国道219号

#### 県道
主要地方道
- 熊本県道17号坂本人吉線
- 熊本県道60号芦北坂本線

県道
- 熊本県道158号中津道八代線
- 熊本県道253号破木二見線
- 熊本県道258号田上日奈久線
- 熊本県道259号小鶴原女木線

## 名所・旧跡・観光スポット・祭事・催事

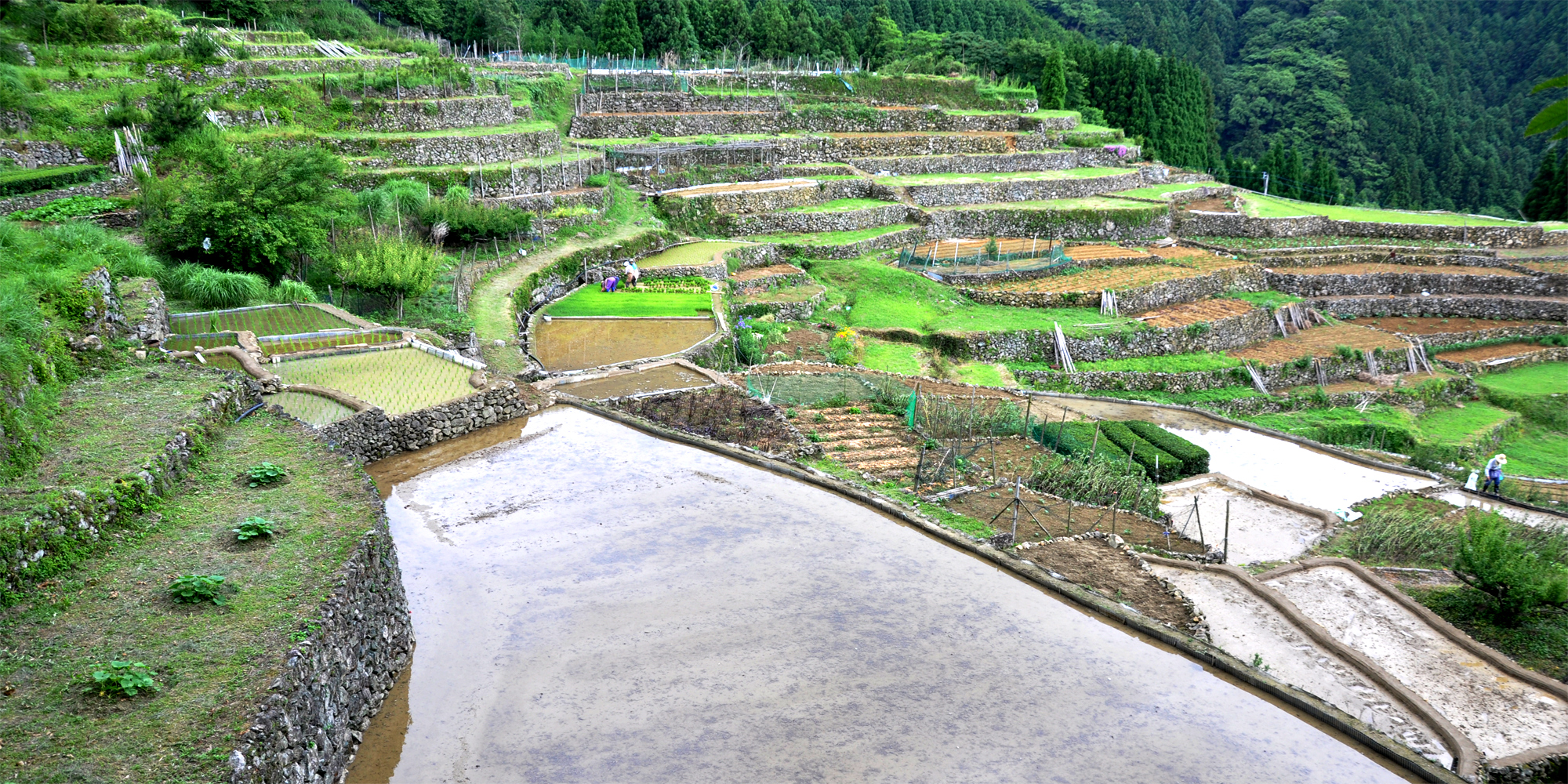
日光の棚田

- 日光の棚田（にちこうのたなだ）
  - 1999年7月 日本の棚田百選に選定された
  - 2013年10月、地元全25世帯とNPO法人ハーヴェストにより、地域ぐるみで景観を守るための日光の棚田活性会を設立し共同管理を開始
- 荒瀬ダム
  - 2012年9月より全国初のダム撤去工事が開始された。
- 道の駅坂本
- 広域交流センターさかもと館 （道の駅坂本に隣接している）
- 古田阿蘇神社（旧郷社 - 八代市坂本町西部2922）
- 中津道阿蘇神社
- さかもと温泉センター球麗温(クレオン)
- さかもと温泉センター憩いの家
- 百済来地蔵堂
- さかもと八竜天文台

## 出身人物
- 谷口巳三郎（農業・環境・人材指導者）
- 本田大三郎（カヌー選手。東京オリンピック出場）
- 夏川結衣（女優）

## ゆかりのある人物
- 本田圭佑（プロサッカー選手。父と祖父と大叔父の本田大三郎が坂本村出身）：大阪府摂津市出身
- 本田多聞（プロレスラー。父の本田大三郎が坂本村出身）：神奈川県横浜市出身